# Andy Hollis
Andy Hollis (...) è un informatico e autore di videogiochi statunitense.
È principalmente conosciuto per suoi giochi di simulatore di volo, durante la sua permanenza alla MicroProse. Dopo Kennedy Approach, Gunship, un simulatore dell'elicottero da combattimento Apache, F-15 Strike Eagle II, F-19 Stealth Fighter e F-15 Strike Eagle III. Nel 1993, è stato assunto dalla Origin Systems, dove era responsabile per la creazione di giochi per Electronic Arts, marchio delle simulazioni Jane's. Tra le simulazioni ha creato AH-64D Longbow, Longbow 2 e Jane's F-15. Quando la Origin ha posto attenzione ai giochi online, ha lavorando per la NASCAR a un gioco online di Harry Potter.
Nel 2003, ha supervisionato lo sviluppo di Ultima X, che è stato annullata nel 2004. Più tardi, è stato presidente della Fastlane Games, Inc., lavorando sullo sviluppo di un gioco multigiocatore in linea per NCsoft, prima di ritirarsi nel 2006.